# گرودا (تورینگن)
گرودا (به آلمانی: Geroda) یک شهر در آلمان است که در زاله-ارلا واقع شده‌است. گرودا ۲۷۶ نفر جمعیت دارد.